# Бобровники (гмина, Липновский повет)
Бобровники (пол. Bobrowniki) — сельская гмина (волость) в Польше, входит как административная единица в Липновский повет, Куявско-Поморское воеводство. Население — 3088 человек (на 2004 год).

## Сельские округа
1. Бяле-Блота
2. Бобровницке-Поле
3. Бобровники
4. Бжустова
5. Гнойно
6. Полихново
7. Рахцин
8. Старе-Рыбитвы
9. Стары-Бугпомуж

## Прочие поселения
1. Бяле-Блота-Дембовец
2. Бугпомуж-Новы
3. Опарчиска
4. Полихново-Пяски
5. Рахцин-Окронгла
6. Рахцин-Парцеле-Лохоцке
7. Рахцинек
8. Стара-Жечна
9. Старе-Рыбитвы-Мишек
10. Виндуга

## Соседние гмины
1. Гмина Черниково
2. Гмина Фабянки
3. Гмина Липно
4. Гмина Любане
5. Нешава
6. Гмина Ваганец
7. Влоцлавек